# Wiktor Wassiljewitsch Poslawski
Wiktor Wassiljewitsch Poslawski (russisch Виктор Васильевич Пославский; * 29. Oktoberjul. / 10. November 1896greg. in Batumi; † 17. Mai 1979 in Moskau) war ein russisch-sowjetischer Wasserbauingenieur und Hochschullehrer.

## Leben
Nach dem Gymnasiumsabschluss 1915 in Ferghana begann Poslawski das Studium am Moskauer Landwirtschaftsinstitut. Er nahm dann am Ersten Weltkrieg und nach der Oktoberrevolution am Bürgerkrieg teil. 1923 schloss er das Studium an der Moskauer Landwirtschaftsakademie ab.
Darauf arbeitete Poslawski in verschiedenen Wasserwirtschaftsbehörden in Städten in Zentralasien. Er prospektierte, projektierte und baute Bewässerungssysteme und Wasserbauanlagen, wobei er schließlich Chefingenieur wurde. Daneben lehrte er von 1925 bis 1950 in Taschkent am Institut für Bewässerung und Mechanisierung der Landwirtschaft mit Ernennung zum Professor 1933.
Poslawski leitete die Bauarbeiten für den Kanalkopf des Großen Ferghanakanals (1939–1940). Ab 1942 war er Chefingenieur beim Bau des Taschkent-Nordkanals und projektierte das Farchad-Wasserkraftwerk am Syrdarja bei Schirin (1942–1949). 1943 wurde er Vollmitglied der gerade gegründeten Akademie der Wissenschaften der usbekischen Sozialistischen Sowjetrepublik, deren Vizepräsident er 1843–1947 war. Ab 1949 leitete er das Zentralasiatische Forschungsinstitut für Bewässerung in Taschkent. Er war gewählter Abgeordneter im Obersten Sowjet der Usbekischen SSR.
Ab 1950 arbeitete Poslawski in Moskau. Er war Vizevorsitzender des Technik-Rats des Ministeriums für Baumwollanbau der UdSSR und Vorsitzender des Wissenschaft-Technik-Rats, Chefingenieur und Vizeleiter der Wasserwirtschaftshauptverwaltung des Landwirtschaftsministeriums der UdSSR. Ab 1959 leitete er das Laboratorium für Abdichtungsmaßnahmen des Allunionsforschungsinstituts für Wasserbau und Melioration, dessen Berater er ab 1963 war. 1966 wurde er Vollmitglied der Sowjetischen Akademie für Landwirtschaftswissenschaften.

## Ehrungen, Preise
- Ehrenzeichen der Sowjetunion (1939)
- Leninorden (1940, 1950, 1961, 1970)[1]
- Medaille „Für heldenmütige Arbeit im Großen Vaterländischen Krieg 1941–1945“
- Verdienter Wissenschaftler und Techniker der Usbekischen SSR (1950)[1]
- Orden des Roten Banners der Arbeit (zweimal)[1]
- Orden der Oktoberrevolution (1971)[1]
- Held der sozialistischen Arbeit mit Goldmedaille Hammer und Sichel und Leninorden (1976)[2]
- Silbermedaille, Goldmedaille der Ausstellung der Errungenschaften der Volkswirtschaft der UdSSR